# Sao nhái hồng
Sao nhái hồng hay cúc chuồn hồng (danh pháp khoa học: Cosmos caudatus) là một loài thực vật có hoa trong họ Cúc. Loài này được Kunth mô tả khoa học đầu tiên năm 1820.
Cosmos caudatus là thực vật một năm trong chi Cosmos, với các chiếc hoa tia màu tím, hồng hay trắng. Loài này là bản địa châu Mỹ Latinh (từ Rio Grande do Sul ở miền nam Brasil tới Tamaulipas ở đông bắc Mexico), và Tây Ấn, nhưng đã du nhập vào khu vực nhiệt đới châu Á, châu Phi và Australia.

## Mô tả
Sao nhái hồng có thể mọc cao tới 2 m (6 ft 7 in). Thân cây màu xanh nhạt ánh tía, mọng. Lá mềm và có mùi hăng. Khi tối trời lá cây gập lại gần với các chồi đầu cành như thể cây cũng đi ngủ. Hoa đầu mọc đơn độc hay thành cụm lỏng lẻo trên một cuống đơn hay trên các đầu phụ.

## Thực phẩm
Cosmos caudatus ăn được và trong tiếng Mã Lai người ta gọi nó là ulam raja, nghĩa là "xa lát vua". Trong ẩm thực Indonesia và ẩm thực Mã Lai thì lá của loài này được sử dụng đề làm xa lát. Nó được người Tây Ban Nha đưa tới từ châu Mỹ Latinh qua đường Philippines tới các phần còn lại của khu vực Đông Nam Á. Ulam, một từ trong tiếng Mã Lai, được sử dụng để chỉ một món ăn vừa có tính bổ dưỡng vừa có tính mỹ thuật, là món xa lát Mã Lai phổ biến được phục vụ trong các bữa ăn trưa/chiều trong các khách sạn cao cấp cũng như trong các quầy búp phê.